# 広野駅 (兵庫県)
広野駅（ひろのえき）は、兵庫県三田市広野字下野間にある、西日本旅客鉄道（JR西日本）福知山線（JR宝塚線）の駅である。駅番号はJR-G63。
アーバンネットワークおよび「JR宝塚線」の愛称区間に含まれている。

## 概要
開業から長らく直営駅だったが、2004年10月16日のダイヤ改正以降、駅業務をジェイアール西日本交通サービス（2021年3月末まではJR西日本福知山メンテック）が受託する業務委託駅となった。　
また2022年9月末までは旧福知山支社と近畿統括本部境界駅で当駅は福知山支社所属だった（隣の新三田駅より近畿統括本部管内）。
ICOCA（および相互利用対象のICカード）が利用可能だが、自動改札機は出場の際に乗車券類を回収しない簡易型が導入されている。
常磐線にも同名の「広野駅」（福島県双葉郡広野町）があることから、乗車券類の券面には「（福）広野」と表記される。

## 歴史
- 1899年（明治32年）3月25日：阪鶴鉄道の三田駅 - 篠山駅（現在の篠山口駅）間延伸により開業[1]。旅客・貨物の取り扱いを開始[2]。
- 1907年（明治40年）8月1日：鉄道国有法により阪鶴鉄道国有化。帝国鉄道庁の駅になる。
- 1909年（明治42年）10月12日：線路名称制定。阪鶴線の所属となる。
- 1912年（明治45年）3月1日：線路名称改定。阪鶴線の福知山駅以南が福知山線に改称し、当駅もその所属となる。
- 1962年（昭和37年）3月1日：貨物の取り扱いが廃止[2]。
- 1985年（昭和60年）3月14日：荷物扱い廃止[2]。
- 1987年（昭和62年）
  - この年に駅舎が改築される[1]。
  - 4月1日：国鉄分割民営化により西日本旅客鉄道（JR西日本）の駅となる[2]。
- 1988年（昭和63年）3月13日：路線愛称の制定により、「JR宝塚線」の愛称を使用開始。
- 1992年（平成4年）4月1日：篠山口鉄道部発足により、その管轄となる。
- 1999年（平成10年）1月14日：自動改札機を設置し、供用開始[3]。
- 2002年（平成14年）11月20日：みどりの窓口が設置される[4]。
- 2003年（平成15年）11月1日：ICカード「ICOCA」の利用が可能となる。簡易型自動改札機で対応。
- 2004年（平成16年）10月16日：業務委託駅となる。
- 2009年（平成21年）6月1日：篠山口鉄道部廃止に伴い福知山支社直轄に戻され、篠山口駅の被管理駅となる。
- 2018年（平成30年）3月17日：当駅に駅ナンバリング「JR-G63」が導入され、使用を開始。
- 2021年（令和3年） 7月1日：駅業務がJR西日本福知山メンテックからJR西日本交通サービスに移管される。
- 2022年（令和4年）6月1日：管理駅が篠山口駅から福知山駅に変更になる。
- 2022年（令和4年）10月1日：組織改正により、全線が近畿統括本部福知山管理部の管轄になり、福知山駅の被管理駅となる。

## 駅構造
単式・島式の複合型2面3線のホームを持つ地上駅。ホーム間の移動には跨線橋を使う。
駅舎は単式ホームと繋がっており、駅舎内にはみどりの窓口・近距離券売機が設置されている。駅員がいるのは7時から19時50分の間のみで、それ以外の早朝・夜間は無人となる。改札内にはトイレがある。駅前には旧武庫川橋梁のモニュメントが建てられている。
待避が可能な配線であり、2015年3月14日現在では、平日1本、土曜・休日は2本、大阪方面のみ特急列車の通過待ちが設定されている。2014年3月のダイヤ改正前は営業列車は土休日の上り1本に限定されており、それ以外は回送や団体などの臨時列車が使用する程度であった。
事故や各種トラブルでダイヤに乱れが生じた場合、臨時に待避や折り返しを行うことがある。
当駅以北ではJR宝塚・JR東西・学研都市線運行管理システムが導入されておらず、南隣の新三田駅以南とは異なる駅自動放送が流れる。2011年2月頃に、接近メロディが導入された。
単式ホームの反対側には非電化の側線も敷設されており、保線機器の留置に使用されている。

### のりば
| のりば | 路線     | 方向 | 行先                         | 備考          |
| ------ | -------- | ---- | ---------------------------- | ------------- |
| 1・2   | JR宝塚線 | 上り | 三田・宝塚・大阪・北新地方面 | 通常2番のりば |
| 3      | JR宝塚線 | 下り | 篠山口・福知山方面           | 一部2番のりば |

付記事項
- ホームの番号は駅舎の反対側から順に付番され、島式ホームが1・2番のりば、駅舎側の単式ホームが3番のりばである。2012年2月26日まではこの逆で、単式ホームが1番のりばと称していた。
- 原則として上り列車は2番のりば、下り列車は3番のりばを使用する。1番のりばには毎日午前7時台と土曜・休日の9時台の大阪方面行き上りが1本のみ停車する。2番のりばにも篠山口方面行きの下りが1本だけ停車する。

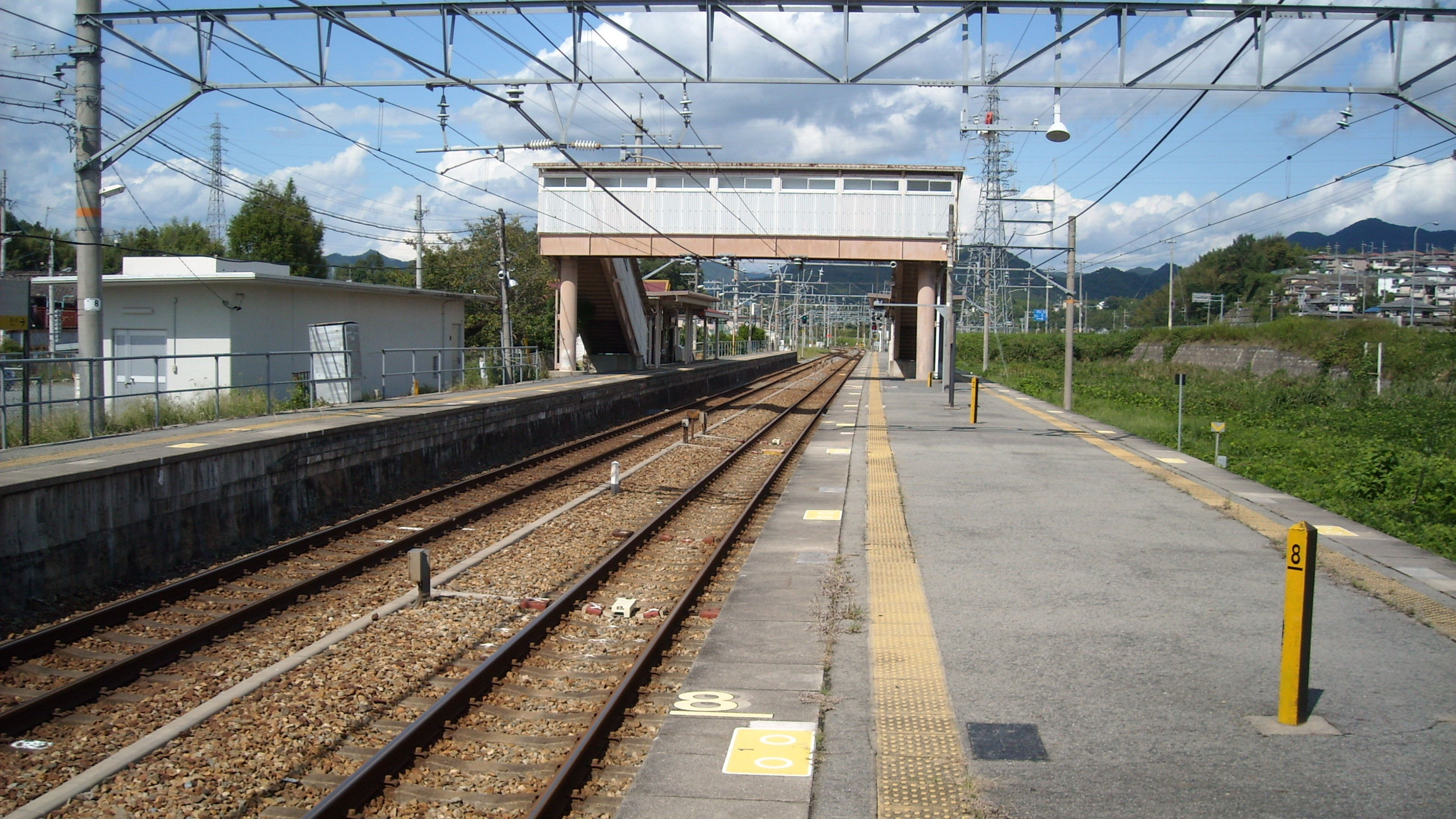
ホーム（2011年9月）

## ダイヤ
日中は1時間あたり2本が停車する。朝晩は本数が1時間あたり3〜5本となり、JR東西線経由の電車もある。

## 利用状況
兵庫県統計書及び三田市統計書によると、近年の1日平均乗車人員は以下の通りである。
| 年度   | 1日平均 乗車人員 |
| ------ | ---------------- |
| 1995年 | 1,398            |
| 1996年 | 1,409            |
| 1997年 | 1,484            |
| 1998年 | 1,531            |
| 1999年 | 1,463            |
| 2000年 | 1,445            |
| 2001年 | 1,421            |
| 2002年 | 1,342            |
| 2003年 | 1,289            |
| 2004年 | 1,239            |
| 2005年 | 1,193            |
| 2006年 | 1,190            |
| 2007年 | 1,215            |
| 2008年 | 1,228            |
| 2009年 | 1,188            |
| 2010年 | 1,179            |
| 2011年 | 1,162            |
| 2012年 | 1,176            |
| 2013年 | 1,172            |
| 2014年 | 1,169            |
| 2015年 | 1,169            |
| 2016年 | 1,159            |

## 駅周辺
田畑が多いが、所々に住宅街も広がっている。
- 広野駅前商店街
- 三田市立広野市民センター
- 広野郵便局
- JA兵庫六甲 広野支店
- 三田市立広野小学校
- 三田市立広野幼稚園
- 兵庫県道183号広野停車場線
- 兵庫県道92号三田西インター線
- 兵庫県道141号黒石三田線
- 国道176号
- 武庫川[1]

### バス路線
周辺を神姫バスが運行しており、駅から直進した先の県道92号沿いに「広野駅前」（広野町民バスと同名）、北東の国道176号沿いに「広野大橋」バス停がある。
また、やや離れるが徒歩で約6分南方の県道141号沿いに「上井沢」バス停がある。
この他、駅前には駐輪場とタクシーの乗り場が設置されている（タクシーは常駐はしていない）。
広野駅前
- 32系統 - 三田駅・新三田駅 / 上青野 行き（平日のみ）

広野大橋
- 32系統 - 上記に同じ
- 34系統 - 三田駅 / 須磨田・幡尻西 行き（平日のみ）
- 36系統 - 三田駅 / 藍本駅 行き

上井沢
- 32系統 - 上記に同じ
- 47系統 - 新三田駅 / テクノパーク 行き
- 55系統 - 関西学院大学～市民病院～新三田 / つつじが丘北口 行き

## 隣の駅
西日本旅客鉄道（JR西日本）
 JR宝塚線（福知山線）
■丹波路快速・■快速・■区間快速・■普通
新三田駅 (JR-G62) - 広野駅 (JR-G63) - 相野駅 (JR-G64)
- かつては『ほくせつライナー』も停車していた。